# 沙婆罗门参
沙婆罗门参（学名：Tragopogon sabulosus）是菊科婆罗门参属的植物。分布于乌兹别克、哈萨克斯坦、俄罗斯、蒙古以及中国大陆的新疆等地，生长于海拔600米至2,700米的地区，常生于戈壁和沙丘，目前尚未由人工引种栽培。